# Edna Lott
Edna Marília Lott de Moraes Costa (Rio de Janeiro, 28 de maio de 1919 — Lambari, 10 de junho de 1971) foi uma política brasileira. Filha do Marechal Lott era, nas palavras de Sebastião Nery, presença "suave e carismática (...) que encantava com sua palavra fácil e seu charme".
O Exército Brasileiro foi uma presença em sua vida: neta, filha e irmã de militares também seu marido era da farda, um dos cunhados apesar de civil era filho do Marechal Dutra enquanto outro pertencia à caserna, e seus dois filhos mais novos estudaram no Colégio Militar sendo que um deles, Nelson, chegou a entrar para a Força. Foi este filho que a fez vivenciar a descoberta do submundo de prisões ilegais e torturas no qual as Forças Armadas haviam mergulhado durante a ditadura, e iniciar uma busca desenfreada pelo filho desaparecido pela ação do regime que levou-a, inclusive, a procurar pessoalmente o ditador da época, Emílio Garrastazu Médici.
Justo quando Edna denuncia as práticas ilegais da ditadura ela morre assassinada, vítima de suposto feminicídio.

## Biografia
Segunda filha do Marechal Henrique Teixeira Lott, estudou na Faculdade Nacional de Educação, formando-se professora de Geografia e História. Foi casada com o engenheiro militar Oscar de Moraes Costa (morto por infarto, em 1959), com quem teve cinco filhos, um dos quais, Nelson Luiz Lott de Moraes Costa, entrou para a ALN durante a ditadura militar.
Entrou para a política trabalhando na campanha do seu pai nas eleições para a presidência em 1960. Em 1962, candidatou-se à Assembleia Legislativa do Estado da Guanabara pelo PTB. Foi eleita com os votos das professoras e se destacou como uma das poucas mulheres no plenário. Na eleição seguinte, já pelo MDB, obteve um resultado ainda mais expressivo, sendo reeleita com 25694 votos, a mais votada pelo MDB. Integrou a Assembleia Constituinte que promulgou a segunda Constituição do Estado da Guanabara, em 1967.

### Ditadura Militar
Seu mandato foi cassado em 20 de outubro de 1969.
Seu filho Nelson, que chegara a estudar na Escola Preparatória de Cadetes, em Campinas, deixou a farda por sentir-se perseguido pelos professores ao verem seu sobrenome: o avô, o Mal. Lott, em 1955 enquanto Ministro da Guerra havia tolhido a primeira tentativa de golpe militar justamente por aqueles que então ocupavam o poder na bem sucedida ruptura da democracia levada a cabo em 1º de abril de 1964. Nelson como civil ingressa na ANL e vem a ser preso; Edna principia então um périplo pelo filho, a princípio se recusando a acreditar que a instituição militar fosse capaz de atuar de modo ilegal e clandestino, muito menos de praticar a tortura — chegando inclusive a procurar os próprios torturadores para que a ajudassem nas buscas e, finalmente, tentar falar com o próprio ditador Médici — até se convencer da realidade e passar a denunciá-la diretamente, chegando a discursar mesmo em filas de banco. Na prisão os torturadores procuraram, em suas sessões de maus tratos, fazer com Nelson implicasse o avô como suposto "líder comunista". Acresce ainda que o chefe dos torturadores e comandante do I Exército, general Syzeno Sarmento, era inimigo do Mal. Lott.
Havia, então, a percepção de que os militares envolvidos nos desvios de legalidade respeitavam os parentes das vítimas que mantinham sob os "porões"; mas o fato foi que Edna, filha de um militar considerado inimigo do regime golpista, mãe de esquerdista e política cassada, veio a morrer de forma violenta e suspeita justamente quando o país mergulhava na face mais obscura da ditadura.

### Assassinato
Foi assassinada em 1971 pelo seu motorista e secretário Eduardo Fernandes. O assassinato foi considerado pela polícia e pela imprensa como um crime passional, mas parentes e companheiros políticos afirmaram que a ex-deputada foi morta por denunciar a tortura entre os militares.